# Зритель (журнал, 1792)

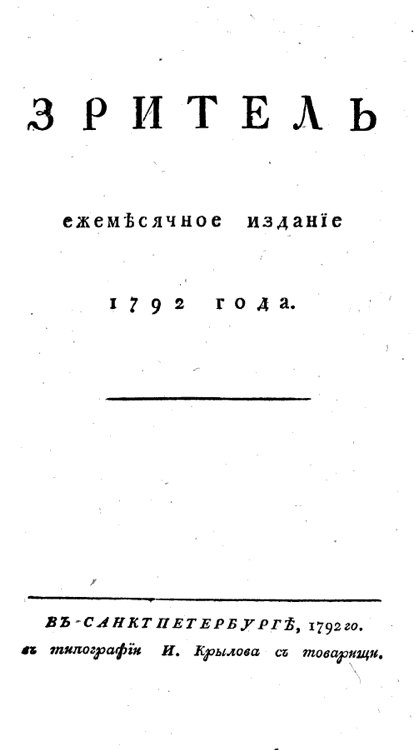
Титульная страница журнала «Зритель».

«Зри́тель» (назван по аналогии с английским журналом «Спектейтор») — российский литературный журнал, издавался, с февраля по декабрь, ежемесячно, в 1792 году, на русском языке Иваном Андреевичем Крыловым в городе Санкт-Петербург. 
«Зри́тель» придерживался в публикациях сатирико-нравоучительного направления, высмеивал расточительность, невежество, следование иностранной моде и тому подобное, также наряду с оригинальными произведениями (прозой и стихами), в журнале помещались и переводы произведений зарубежных авторов.
Сотрудниками «Зри́теля» были: А. И. Клушин (главный помощник Крылова по изданию), И. А. Дмитревский, П. А. Плавильщиков, Туманский, И. Варакин, А. Бухарской, В. Свистуновский, А. Теряев, И. Захаров и князь Г. А. Хованский.